# فرانسیسکو آرامبورو
فرانسیسکو آرامبورو (انگلیسی: Francisco Aramburu یا شیکو؛ ۷ ژانویهٔ ۱۹۲۲ – ۱۰ ژانویهٔ ۱۹۹۷) یک بازیکن فوتبال اهل برزیل بود.